# Closterocerus pulcher
Closterocerus pulcher är en stekelart som först beskrevs av Howard 1897.  Closterocerus pulcher ingår i släktet Closterocerus och familjen finglanssteklar. Inga underarter finns listade i Catalogue of Life.